# 世界ふれあい街歩き
『世界ふれあい街歩き』（せかいふれあいまちあるき、英称：World Strollers）は、NHKでテレビ放送されている紀行番組である。
毎回世界各国の都市を一つ取り上げ、その都市の街並みや観光名所などを紹介。原則、ステディカムで撮影した映像と、アフレコしたナレーションで構成され、視聴者があたかも「自分で街を歩いている感覚」を疑似体験する趣向の旅番組である。

## 概要
NHKデジタル衛星ハイビジョンでは2005年3月29日、NHK総合（ハイビジョンで前年度放映した分の再構成）では2006年4月6日に放送を開始。当初は衛星ハイビジョンの認知度向上の番組として企画されたこともあり、衛星ハイビジョンで放送済みのものをNHK総合で再放送する。
その都市を地図を見ながら実際にぶらぶらと歩き、行き当たりばったりに路地や店や市場などを巡ったり、偶然出会った人達とやりとりするという設定で構成され、観光名所の紹介よりも街並みやそこに住む人たちのありのままの暮らしぶりに重点を置く。そのためレポーターなどはいない。スタッフは街をどのようなルートで歩くかを事前に調査・検討し、撮影候補地では予め後日撮影を行う旨の予告をするものの、細かな出演依頼や「仕込み」は行わないため、収録当日の偶然な出会いも放送されることが多い。
通常は有名な大都市と近郊の小さな街の2箇所を取材し、2 - 3週間で撮影を行う2本撮り。取材や下見に日数を費やし、撮影日程が1週間であれば下見も1週間。ディレクターが事前にその街に行って、道1本、路地1本まで全部歩き、どういう人が居てどんな建物があるかを調べ、旅の展開を想定しながら実際に歩くルートを決めていく。
撮影には揺れを吸収するステディカムが使われ、ブレの少ない滑らかな映像を楽しめる。機材の重量は本体約10キログラム（普通のカメラのおよそ2倍）、付属物を合わせると20キログラムになり、それを全て腰で支える構造になるため、100メートルも歩くとヘトヘトになり、長時間の連続撮影を行うことは腰に負担がかかるため現地でのマッサージ師の手配は必需なほどである。また旅の疑似体験という番組の趣旨から、撮影クルーの影が極力映像に入り込まないよう配慮する。
収録現場では撮影された住人とは番組コーディネーターが現地語で会話するが、放送映像内ではナレーターが現地住人と会話しているかのように音声編集される。特殊な自動音声処理装置などを使ったものではなく、コーディネーターの発声部分を周囲環境音（ノイズと呼ぶ）に差し替える地道な編集が加えられる。番組の趣旨上、コーディネーターは画面に露出しない。現地住人にカメラ目線で会話してもらうために、コーディネーターはカメラマンの近傍に立つ。
ナレーターには俳優やタレントなど様々な人が起用される。矢崎滋の登場回数が多かったとき、「街を歩いている感覚」にこだわるあまり、収録中、台本のセリフを巡ってスタッフと激論することがあった。
なお、紀行番組である性格上「旅の安全性」も充分に考慮に入れて取材する街を選んでおり、危険な地区・危険な通りの紹介は避けるが、世界情勢は刻々と変化しており、急に危険情報が発表されることもあるので、番組ウェブサイトでは『番組で取り上げた街の「旅の安全性」について』というコーナーを設け、旅行する際は外務省のウェブページ等で最新の情報を確認するよう促している。
年に数回特番として放送した際、スタジオに複数のゲストが登場した。
2012年5月15日（BSプレミアム初回放送日）番組開始以来初めて日本国内を取り上げた（番外編として東京下町の水辺を取り上げた）。
2013年度から放送時間が15分拡大。拡大分は本編とは別のナレーターが担当する。
2023年度の89分版は再編集を含む2~3都市を巡る編成で、ナレーターは1人。
2011年7月から2013年夏ごろまで、ニンテンドー3DSのサービスコンテンツ・ニンテンドービデオで、本番組の再編集版「3D世界ふれあい街歩き」が不定期で配信された。

## 視聴者の反応
番組プロデューサーの小谷亮太によれば、放送開始当初は視聴者から反発が少なくなかったという。例えば、訪れた街にある世界遺産、郷土料理、現地の歴史などをあまり紹介しないといった点である。しかし応援の声も挙がったので、さらに旅の疑似体験を重視する方向へ軸足を移していくことで、多くの視聴者にも理解が得られるようになり、後に多大な声援を受けることとなった。
ナレーションについての反響も様々である。ひとりで観ている視聴者にとっては、ナレーター（語り手）は友達であるかのように捉えられるらしく、その意味においては友人にしたくないようなナレーターだと不満が寄せられるという。また視聴者10人のうち1、2人の割合で、ナレーションはない方がいいとの声もあるといわれている。

## 放送日時

### 2006年度
- NHKデジタル衛星ハイビジョン（BShi）
  - 本放送：火曜 23:00 - 23:44
  - 再放送：日曜 12:10 - 12:54
- NHK衛星第2テレビジョン（BS2）
  - 基本編成：日曜 20:15 - 20:59
- NHK総合
  - 基本編成：木曜 0:00 - 0:44

### 2007年度
- NHKデジタル衛星ハイビジョン
  - 本放送：火曜 19:00 - 19:44
  - 再放送：金曜 9:00 - 9:44
  - 不定期に日曜の昼頃に、過去に放送したものをアンコール放送。
- NHK衛星第2テレビジョン：不定期
- NHK総合
  - 基本編成：火曜 0:10 - 0:54
- NHK教育
  - 近畿地方向け：土曜 1:35 - 2:19

### 2008年度
- NHKデジタル衛星ハイビジョン
  - 本放送：木曜 22:00 - 22:44
  - 再放送：金曜 8:15 - 8:59
  - 不定期に日曜の昼頃に、過去に放送したものをアンコール放送。
- NHK衛星第2テレビジョン：不定期
- NHK総合
  - 基本編成：日曜 23:35 - 24:19
  - 近畿地方向け：原則火曜 3:25 - 4:09（月曜深夜、大阪局制作『上方演芸ホール』放送のため）
  - 東海・北陸地方向け：原則月曜 16:05 - 16:49（名古屋局制作『めざせ!会社の星』『サタ★テン』放送のため）
- NHKワールド・プレミアム：日曜 10:10 - 10:54（JST）

### 2009年度
- NHKデジタル衛星ハイビジョン
  - 本放送：木曜 22:00 - 22:44
  - 再放送：金曜 8:00 - 8:44（『街道てくてく旅』放送期間中は8:15 - 8:59）
- NHK総合
  - 基本編成：金曜 22:45 - 23:29
  - 東海・北陸地方向け：月曜 16:05 - 16:49（名古屋局制作『めざせ!会社の星』『サタ★テン』放送のため。月曜は2008年度に他地域の総合テレビで放送されたもので東海北陸で放送されていない残りを放送）
- NHK教育
  - 東海・北陸地方向け：土曜 12:00 - 12:44（同理由。土曜は2009年度に他地域の総合テレビで放送されたものを1日遅れで放送）

### 2010年度
- NHKデジタル衛星ハイビジョン
  - 本放送：日曜 22:00 - 22:44
  - 再放送：翌週火曜 0:00 - 0:44
- NHK総合
  - 本放送：金曜 22:00 - 22:44（NHKワールド・プレミアムも国内同時放送されるが、別内容または別番組差し替えの場合あり）
    - 北海道地方は『北海道プラス』に差し替えているため、翌週水曜 0:15 - 0:59 に5日遅れで時差放送（この場合でも字幕放送および連動データ放送は実施。なお、アナログ放送では終了告知テロップの表示はなし）。広州アジア大会期間中は番組休止となったが、その分、本番組を2週分まとめて放送されたこともある。
    - 東海・北陸地方は『めざせ!会社の星』（先行放送）『サタテン』に差し替え。時差放送は下記にある教育テレビでの放送となる。
    - 関西地方は10月より最終週のみ『まるかじり!アジアン食堂』『地球に暮らす子どもたち』に差し替え。その場合は下記の再放送が本放送となる。
    - 2011年2月25日はNHKスペシャル「B'z 松本孝弘 グラミー賞受賞特別アンコール」の放送のため番組自体休止（東海・北陸・関西地方は通常通り別番組差し替え。東海・北陸地方では2月27日 17:00から名古屋局送出で時差放送。北海道地方は「北海道プラス」を休止し、そのまま本番組が放送された）。　

  - 再放送：翌週金曜 16:05 - 16:49（大相撲中継期間中および国会中継がある場合は休止）
- NHK教育
  - 東海・北陸地方向け：土曜 13:00 - 13:44（2010年度に北海道地方を除く他地域の総合テレビで放送されたものを1日遅れで放送、データ放送未実施）

### 2011年度
- NHK BSプレミアム
  - 本放送：水曜 21:00 - 21:44
  - 再放送：月曜 0:00 - 0:44
- NHK総合 金曜 22:00 - 22:44
  - 北海道地方は 日曜 13:05 - 3:49（『Generation H』に差し替えるため時差放送。このため、北海道地方では『鶴瓶の家族に乾杯』の再放送は行われなかった）
  - 中部（東海・北陸）地方はNHK Eテレで放映（土曜 12:00 - 12:44、データ放送未実施）
  - 関西地方は最終週のみ『まるかじり!アジアン食堂』に差し替え（翌日土曜の 10:05 - 10:49に放送）
  - 沖縄地方は　金曜 10:05 - 10:50（『NHKが映した沖縄』に差し替えるため時差放送）

※NHKワールドではこれまでのNHKワールド・プレミアムの放送に加え、新たにNHKワールドTVでも英語主音声・日本語副音声の2か国語放送（その後、2か国語放送を終了して、完全な英語音声に吹き替え）、テロップも英語に差し替えて放送される（2012年度も継続）。

### 2012年度
- NHK BSプレミアム
  - 本放送：火曜 20:00 - 20:44
  - 再放送：金曜 0:15 - 0:59、月曜 17:45 - 18:29

NHK総合は「情報LIVE ただイマ!」開始に伴い本放送は終了したが、7月30日から8月7日の平日15:15 - 15:59枠にて傑作選が放送された。総合はこれを最後に本番組の放送は休止期間に入る。
- NHKワールド・プレミアム
  - 本放送：月曜 20:00 - 20:44
  - 再放送：火曜 11:05 - 11:49

### 2013年度
- NHK BSプレミアム
  - 本放送：火曜 20:00 - 20:59
  - 再放送：火曜 8:00 - 8:59
- NHKワールド・プレミアム
  - 本放送：日曜 11:00 - 11:59
  - 再放送：月曜 20:00 - 20:59

### 2014年度
- NHK BSプレミアム
  - 本放送：火曜 20:00 - 20:59
  - 再放送：翌週火曜 8:00 - 8:59及び翌々週木曜 23:45 - 24:44
- NHKワールド・プレミアム
  - 本放送：月曜 20:00 - 20:59

### 2015年度 - 2020年度
- NHK BSプレミアム
  - 本放送：火曜 20:00 - 20:59
  - 再放送：翌週火曜 8:00 - 8:59及び翌々週火曜 0:15 - 1:14
- NHKワールド・プレミアム
  - 本放送：月曜 20:00 - 20:59

### 2021年度
- NHK総合 水曜 14:05 - 14:50
- NHK BSプレミアム
  - 本放送：火曜 20:00 - 20:59
  - 再放送：翌週火曜 8:00 - 8:59及び翌々週火曜 18:00 - 18:59
- NHKワールド・プレミアム
  - 本放送：日曜 21:50 - 22:50

5年ぶりに総合テレビでの放送が再開。（45分再編集版）『ちょっとお散歩』も総合テレビで継続して放送されている。

### 2022年度
- NHK BSプレミアム
  - 本放送：火曜 20:00 - 20:59
  - 再放送：翌週火曜 8:00 - 8:59及び翌々週木曜 18:00 - 18:59

### 2023年度
- NHK BSプレミアム4K
  - 　本放送：火曜 19:30 - 20:59
  - 　再放送：翌週火曜 8:00 - 9:29及び翌々週木曜 14:00 - 15:29
- NHK BS
  - 　本放送：火曜 19:30 - 20:59
  - 　再放送：翌週火曜 9:30 - 10:59

### 2024年度[12]
- NHK BSプレミアム4K
  - 　本放送：水曜 20:00 - 20:59[13]
  - 　再放送：翌週火曜 13:00 - 13:59及び翌々週木曜 8:30 - 9:29
- NHK BS
  - 　本放送：火曜 19:00 - 19:59（BSプレミアム4K 本放送の翌週）
  - 　再放送：翌週火曜 9:25 - 12:00の間（BSプレミアム4K 本放送の翌々週　月によって放送の有無・時間帯は変動）

### 2025年度
- NHK BSプレミアム4K
  - 2024年度に同じ
- NHK BS
  - 本放送：火曜 21:00 - 21:59（BSプレミアム4K 本放送の翌週）
  - 再放送：翌週月曜 9:00 - 9:59（BSプレミアム4K 本放送の翌々週　MBL中継に伴う休止・放送時間の変更あり）

## スタッフ
- 声の出演：81プロデュース、俳協
- 制作・著作：NHK
- 音楽：村井秀清
- 制作協力：アミューズ、クリエイティブネクサス、テレビマンユニオン 他（週替り）
- 共同制作：NHKエンタープライズ

## 主なナレーター
※五十音順
- 浅野和之
- 池田鉄洋
- 石田ゆり子
- 市原悦子
- イッセー尾形
- 伊東四朗
- ウエンツ瑛士
- ウド鈴木
- 浦井健治
- 柄本明
- えなりかずき
- 遠藤久美子
- 大友康平
- 小倉久寛
- 勝村政信
- 桂文珍
- 上川隆也
- 神田山陽
- 貫地谷しほり
- 木内みどり
- 木村多江
- キムラ緑子
- 木村祐一
- 北島三郎
- 草刈正雄
- 工藤夕貴
- クリス松村
- 小池栄子
- 小林聡美
- 近藤正臣
- 榊原郁恵
- 坂崎幸之助
- さだまさし
- 沢村一樹
- 設楽統
- 篠原ともえ
- 清水ミチコ
- 白鳥久美子
- 鈴木杏
- 清野菜名
- 大地康雄
- 高橋克実
- 竹内結子
- 武田鉄矢
- 田中卓志
- 谷原章介
- 田畑智子
- 檀れい
- 段田安則
- 地井武男
- 土屋アンナ
- 椿鬼奴
- つぶやきシロー
- 寺脇康文
- 戸田恵子
- 戸田菜穂
- 富田靖子
- 友近
- 中川翔子
- 永作博美
- 仲里依紗
- 中嶋朋子
- 中村獅童
- 中村玉緒
- 中村梅雀
- 西村雅彦
- 温水洋一
- 萩原聖人
- はな
- 羽田美智子
- 濱田マリ
- 林隆三
- パパイヤ鈴木
- 原田知世
- 半海一晃
- ピエール瀧
- 福田彩乃
- 風吹ジュン
- ブルゾンちえみ
- 古田新太
- ベッキー
- 牧瀬里穂
- マキタスポーツ
- 松金よね子
- 松重豊
- 松田洋治
- 三倉茉奈
- 水木一郎
- 光浦靖子
- 南野陽子
- ムロツヨシ
- 薬師丸ひろ子
- 矢崎滋
- 八嶋智人
- 安めぐみ
- 柳家花緑
- 山中崇
- 山本耕史
- 山本太郎
- 余貴美子
- 横山めぐみ
- 吉田日出子
- 吉田羊
- 若村麻由美
- 渡辺篤史
- ワッキー

## DVD
各DVDボックスはそれぞれ5編ずつ収録。ボックス発売と同時に1編ずつの個別パッケージとしても販売された。
- 世界ふれあい街歩き DVD-BOX 1（2007年11月2日、FUBS2003）
  1. 「イタリア / ベネチア」（FUBY1047）
  2. 「スペイン / バルセロナ・グラナダ」（FUBY1048）
  3. 「中国 / 北京 后海界隈 鳳凰」（FUBY1049）
  4. 「ベトナム / ハノイ・ホイアン」（FUBY1050）
  5. 「南米 / ハバナ・クスコ」（FUBY1051）
- 世界ふれあい街歩き DVD-BOX 2（2007年11月30日、FUBS2004）
  1. 「イタリア / ローマ」（FUBY1052）
  2. 「イギリス / ロンドン シティ・エディンバラ」（FUBY1053）
  3. 「スペイン / マドリード・セビリア」（FUBY1054）
  4. 「中国 / 杭州・青島」（FUBY1055）
  5. 「北アフリカ / チュニス・マラケシュ」（FUBY1056）
- 世界ふれあい街歩き DVD-BOX 3（2008年9月26日、FUBS2010）
  1. 「イタリア / フィレンツェ・ナポリ」（FUBY1072）
  2. 「ポルトガル / リスボン・ポルト」（FUBY1073）
  3. 「中欧 / ベルリン・プラハ」（FUBY1074）
  4. 「オーストラリア / シドニー・メルボルン」（FUBY1075）
  5. 「中国 / 香港 九龍・マカオ」（FUBY1076）
- 世界ふれあい街歩き DVD-BOX 4（2008年10月31日、FUBS2011）
  1. 「巡礼の道 ～フランス～ / モンペリエ・トゥールーズ」（FUBY1077）
  2. 「巡礼の道 ～スペイン～ / レオン・サンティアゴ・デ・コンポステラ」（FUBY1078）
  3. 「クロアチア / ザグレブ・ドブロブニク」（FUBY1079）
  4. 「韓国 / ソウル プッチョン（北村）界隈・プサン 」（FUBY1080）
  5. 「アメリカ合衆国 / ニューヨーク ビレッジ・ニューヨーク ブルックリン」（FUBY1081）
- 世界ふれあい街歩き DVD-BOX 5（2009年12月16日）
  1. イタリア/ミラノ・アマルフィ
  2. イギリス コッツウォルズ
  3. イギリス ダートムーア･コーンウォール
  4. 台湾/台北・台南
  5. アメリカ〜西海岸〜／シアトル・サンフランシスコ
- 世界ふれあい街歩き DVD-BOX 6（2010年1月20日）
  1. フランス〜パリ〜 マレ地区／モンマルトル
  2. フランス リヨン/マルセイユ
  3. アメリカ合衆国 R66をゆく カーセージ／タルサ
  4. アメリカ合衆国 R66をゆく サンタフェ／LAサンタモニカ
  5. 中国 蘇州/西塘
- 世界ふれあい街歩き DVD-BOX 7（2010年12月15日）
  1. フランス パリ／オペラ座界隈・バスチーユ地区
  2. ベルギー／ブリュッセル・ブルージュ
  3. 北欧／ベルゲン・コペンハーゲン
  4. アルゼンチン／ブエノスアイレス・コルドバ
  5. カナダ／バンクーバー・ビクトリア
- 世界ふれあい街歩き DVD-BOX 8（2011年1月19日）
  1. ドナウ川をゆく〜ドイツ〜 ミュンヘン・レーゲンスブルク
  2. ドナウ川をゆく〜オーストリア〜リンツ・ウィーン
  3. イタリア ベネチア・ジェノバ
  4. 北欧 ストックホルム・ヘルシンキ
  5. 東南アジア ホーチミン・クアラルンプール

## CD
村井秀清のCDアルバム『Merged Images』に9曲の番組テーマ曲・挿入曲が収録された。番組内で使用されている全てのBGMが収録されるわけではない。2009年9月5日に『Merged Images2』が発売され、テーマ曲以外に7曲の挿入曲が新たに収録された。
- 『Merged Images』収録曲
  1. 世界ふれあい街歩き main theme
  2. Adventure on the hill
  3. Afternoon in Prague
  4. Postcard from …
  5. new town, new life
  6. Good man, Happy Dog
  7. me & whistle
  8. a little ballerina
  9. main theme pf solo ver.